# Víctor Jara
Pour la goélette allemande, voir Victor Jara (voilier).
Víctor Lidio Jara Martínez (né à San Ignacio (province de Ñuble) le 28 septembre 1932 et mort à Santiago vers le 15 septembre 1973) est surtout connu comme chanteur populaire chilien, et cantautor (« auteur-compositeur-interprète »). Mais il fut aussi un homme de théâtre, metteur en scène et professeur de théâtre universitaire reconnu. Il est enfin resté dans la mémoire du Chili et du monde pour sa fin tragique lors du coup d'État fasciste du 11 septembre 1973 à Santiago.
Au titre de sa carrière musicale, il est un des représentants les plus célèbres d'un courant qu'on a appelé la Nueva canción (« Chanson nouvelle »), avec Violeta Parra (Chili), Carlos Puebla (Cuba) et Mercedes Sosa (Argentine), et d'abord la nueva canción chilena (« nouvelle chanson chilienne ») avec des groupes comme Quilapayún, Inti Illimani et Illapu. Il a d'ailleurs parfois chanté sur scène et enregistré avec ces trois groupes, de même que sa route a croisé celle d'Isabel et Ángel Parra, ne serait-ce qu'à la Peña de los Parra, le lieu culturel créé et animé par les enfants de Violeta ; il a parfois mis des chansons de cette dernière à son répertoire, et il l'évoque avec tendresse et respect dans certaines de ses propres chansons (Manifiesto, par exemple).
La Nueva canción est un mouvement musical qui se trouve à la confluence de racines autochtones, folkloriques (ethno-musicales) et populaires revendiquées [avec notamment des genres qu'on a appelés Alto folclore (« Haut folklore , ou folklore savant, ou  folklore progressif, ou encore néo-folklore »), ou la musique andine, ainsi qu'avec la déclinaison latino-américaine de la Canción de protesta (« chanson engagée ») et de la canción social (« chanson sociale »), tout comme le protest song nord-américain (de Joan Baez ou de Bob Dylan première période, par exemple).

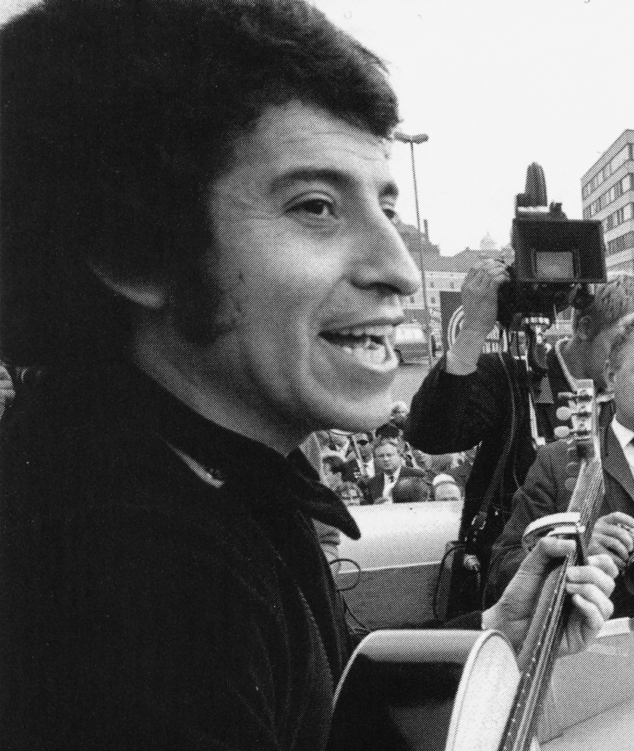
En 1969 Víctor Jara chante contre la guerre du Vietnam [détail de la photo reprise plus bas en plan large].

Membre du Parti communiste chilien, il fut l'un des principaux soutiens de l'Unité populaire et du président Salvador Allende. Ses chansons critiquent la bourgeoisie chilienne (- Las casitas del barrio alto, - Ni chicha ni Limoná), contestent la guerre du Viêt Nam (- El derecho de vivir en paz), chantent la grève contre la répression (- Preguntas por Puerto Montt), la réforme agraire (- A desalambrar), la révolution (- El Alma Llena de Banderas, - A Cuba, - Vamos por ancho camino)…
Ses chants, écrits par lui ou par d'autres, rendent hommage aux grandes figures révolutionnaires latino-américaines : 
- Corrido de Pancho Villa, - Camilo Torres, - A Luis Emilio Recabarren, et, pour Che Guevara : - Zamba del Che ou - El Aparecido, sans oublier les poèmes de Pablo Neruda, membre éminent du Parti communiste chilien comme lui, qu'il a chantés : par exemple les chansons consacrées à Joaquin Murieta extraites de la cantate Fulgor y Muerte de Joaquín Murieta de Neruda et Ortega ; mais aussi - Poema 15, - Ya parte el galgo terrible ou - Aquí me quedo. Il chante aussi le peuple : - Vientos del pueblo, - El niño yuntero, - Plegaria a un Labrador, - El Arado, - Qué alegres son las obreras ; l'enfance : - Luchín ; et l'amour : - Te recuerdo Amanda, - Abre la ventana, - Deja la Vida volar, - El amor es un camino que de repente aparece, - Romance del enamorado y de la muerte…
Arrêté par les militaires lors du coup d'État du 11 septembre 1973, il est emprisonné et torturé à l'Estadio Chile (aujourd'hui nommé stade Víctor Jara en mémoire de son martyre) puis à l'Estadio Nacional avec de nombreuses autres victimes de la répression qui s'abat alors sur Santiago. Il y écrit furtivement son ultime poème Estadio Chile [aussi connu comme la chanson-titre ¡Canto qué mal me sales!…  (« Mon chant, comme tu me viens mal !… »), ou par son premier vers Somos cinco mil  (« Nous sommes cinq mille… »)], poème qui dénonce le fascisme et la dictature et qui sera caché, pour le sauver, puis passera de main en main jusqu'à nous.

Ce poème est resté inachevé car Víctor Jara est rapidement mis à l'écart des autres prisonniers. Il est torturé et roué de coups. Puis il est exécuté entre le 14 et le 16 septembre après avoir eu les doigts coupés par une hache pour faire taire définitivement son chant et sa musique, selon la chanson que Julos Beaucarne a écrite en hommage au cantautor et guitariste chilien. Selon d'autres témoignages, notamment celui de sa veuve Joan Jara à qui l'on a demandé de reconnaître son corps à la morgue plusieurs jours après sa mort, dans le livre-mémoire qu'elle a écrit sur son mari  Víctor Jara, un canto truncado (« Victor Jara, un chant inachevé »), il aurait eu plutôt les mains broyées à coups de crosse ou de botte, puisqu'elle l'a retrouvé : 

« criblé de balles, les mains non pas tranchées mais broyées [faisant un angle impossible avec le reste de ses bras] »Citation traduite du musicien, auteur-compositeur et chanteur folk Pete Seeger en exergue sur la couverture : Mientras cantemos sus canciones, mientras su valor pueda inspirarnos más valor, Víctor Jara no morirá («  »).

— Joan Jara, Victor Jara, un chant inachevé

## Biographie

### Une jeunesse chilienne
Victor Jara est né d'un couple de paysans modestes, installés non loin de la capitale chilienne : Manuel Jara et Amanda Martínez, qui donnera d'ailleurs son prénom à sa fille, Amanda, que Víctor aura avec Joan Jara son épouse. Il semble que sa mère était elle-même chanteuse à ses heures, ce qui a pu inspirer le jeune Victor, auquel elle apprit les rudiments de la guitare. Ses connaissances musicales ne sont donc pas académiques, mais ancrées dans le terroir populaire chilien. La mort prématurée de sa mère l'affecte durablement. Monté à la capitale, Victor fréquente le séminaire, puis intègre l'université du Chili où il participe au projet Carmina Burana (1953). La même année, il commence un travail de recensement du folklore chilien. En 1956, il intègre la compagnie de Mimos de Noisvander, et se forme au théâtre et au jeu d'acteur. Il rejoint ainsi la compagnie de l'université du Chili.

### Entre théâtre et musique: l'impossible choix
Ses carrières théâtrale et musicale suivent des trajectoires parallèles à partir de 1957. Il intègre le groupe « Cuncumén » de Margot Loyola, spécialisé dans les danses et les musiques folkloriques, au sein duquel il rencontre Violeta Parra, qui le pousse à suivre une carrière de chanteur. Il devient le chanteur soliste du groupe. Parallèlement, il réalise sa première mise en scène, d'après une œuvre d'Alejandro Siveking, ce qui lui permet de voyager en Argentine, au Venezuela, au Paraguay et à Cuba (1959). Il reste fidèle à cet auteur, tout en explorant d'autres pistes, mettant en scène du Cruchaga, la Mandragore de Nicolas Machiavel, du Raúl Ruiz ou du Brecht. Directeur artistique du collectif « Cuncumén », il réalise une tournée en Europe en 1961 (France, Hollande, URSS, Europe de l'Est…). La même année, il compose son premier morceau, une ballade folklorico-poétique, « Paloma Quiero Contarte ».
Ses qualités artistiques sont appréciées, puisqu'il devient en 1963 directeur de l'Académie folklorique de la Maison de la Culture de Ñuñoa, et intègre l'équipe de direction de l'institut théâtral de l'université du Chili (Ituch). Il est ainsi professeur de plateau de 1964 à 1967, dans le cadre de l'université. En 1965, il est primé, et la presse commence à s'intéresser à ce directeur d'acteurs infatigable et talentueux. Sa carrière musicale n'est pas entre parenthèses pour autant, puisqu'il prend la direction du collectif Quilapayún en 1966. La même année, alors qu'il est assistant à la mise en scène de William Oliver sur une œuvre de Peter Weiss, il enregistre son premier disque avec le label « Arena ».

### La notoriété

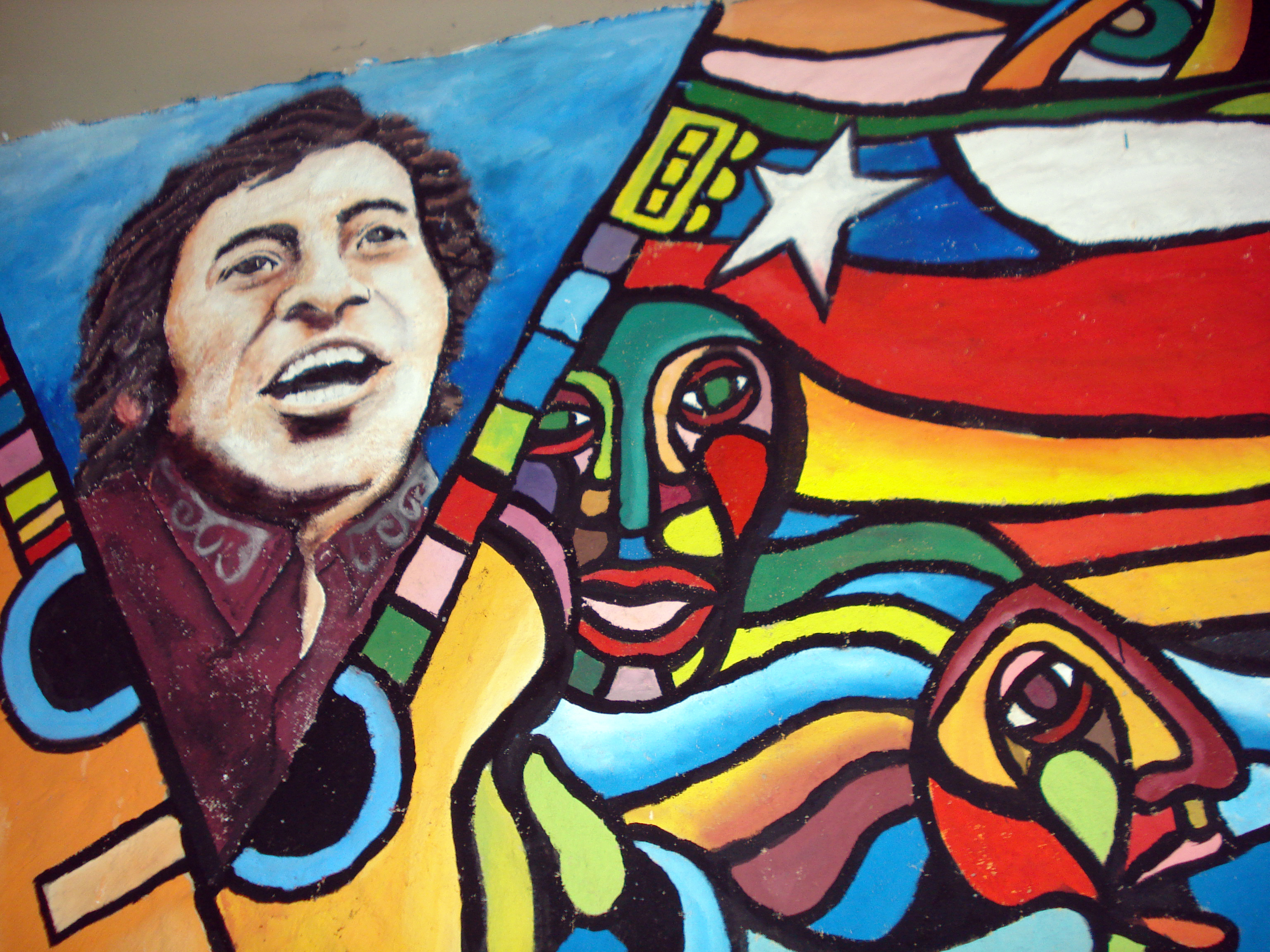
Peinture murale représentant Victor Jara peinte sur la maison qui porte son nom à Santiago du Chili.

En 1967, c'est la consécration. Encensé par la critique pour son travail théâtral, il est invité en Angleterre par le consul britannique. Parallèlement, il enregistre avec la maison de production Emi-Odeón, qui lui remet un disque d'argent.
La période 1969-1970 marque l'apogée de sa carrière théâtrale. Professeur invité à l'École de théâtre de l'université catholique en 1969, il monte Antigone de Sophocle. Il monte également Viet-Rock de Megan Terry avec l'Ituch. En 1970, il est invité à un festival international de théâtre à Berlin, et participe au premier Congrès de théâtre latino-américain à Buenos Aires.
Sa carrière de chanteur et de compositeur prend par ailleurs son rythme de croisière. Il gagne en 1969 le premier prix du festival de la nouvelle chanson chilienne, et chante lors du meeting mondial de la jeunesse pour le Vietnâm à Helsinki. Cet engagement politique de plus en plus affirmé ne le détourne pas de sa boulimie créatrice : il enregistre l'album « Pongo en tus manos abiertas » avec le label Dicap en 1969, et reste en contact avec Emi-Odeón pour un nouvel opus.

### La chanson comme un choix politique

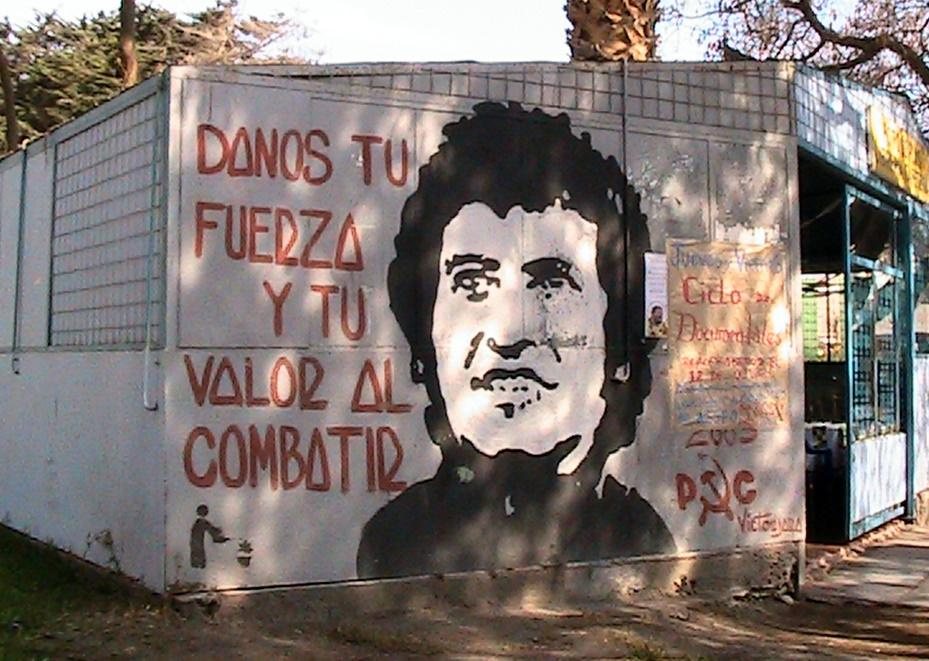
Graffiti en l'honneur de Victor Jara, lors du Congrès andin de psychologie du 6 au 8 octobre 2010 en Arica (Chili), organisé par les écoles de psychologie du Consortium des universités d'état du Chili.
La citation est extraite d'une de ses plus célèbres chansons :.

En 1970, il renonce à prendre la direction de l'Ituch. Ce choix est fondateur d'un nouvel engagement politique, car il s'engage dans la campagne électorale de l’Unidad Popular de Salvador Allende. Victor Jara estime à l'époque qu'il peut être plus utile par la chanson, ce qui lui donne l'opportunité de s'adresser au pays entier. Cette nouvelle option, qui lui fait délaisser le théâtre, est confirmée par la parution chez Emi-Odeón de l'album Canto libre en 1970.

De fait, il se met vite au service du gouvernement de l'Unidad Popular. En 1971, il rejoint le ballet national, puis le département des technologies de la communication de l'université technique de l'État. Devenu l'ambassadeur culturel du gouvernement Allende, il organise des tours de chant dans toute l'Amérique latine et participe à plusieurs émissions de la télévision nationale chilienne, pour laquelle il compose entre 1972 et 1973. 

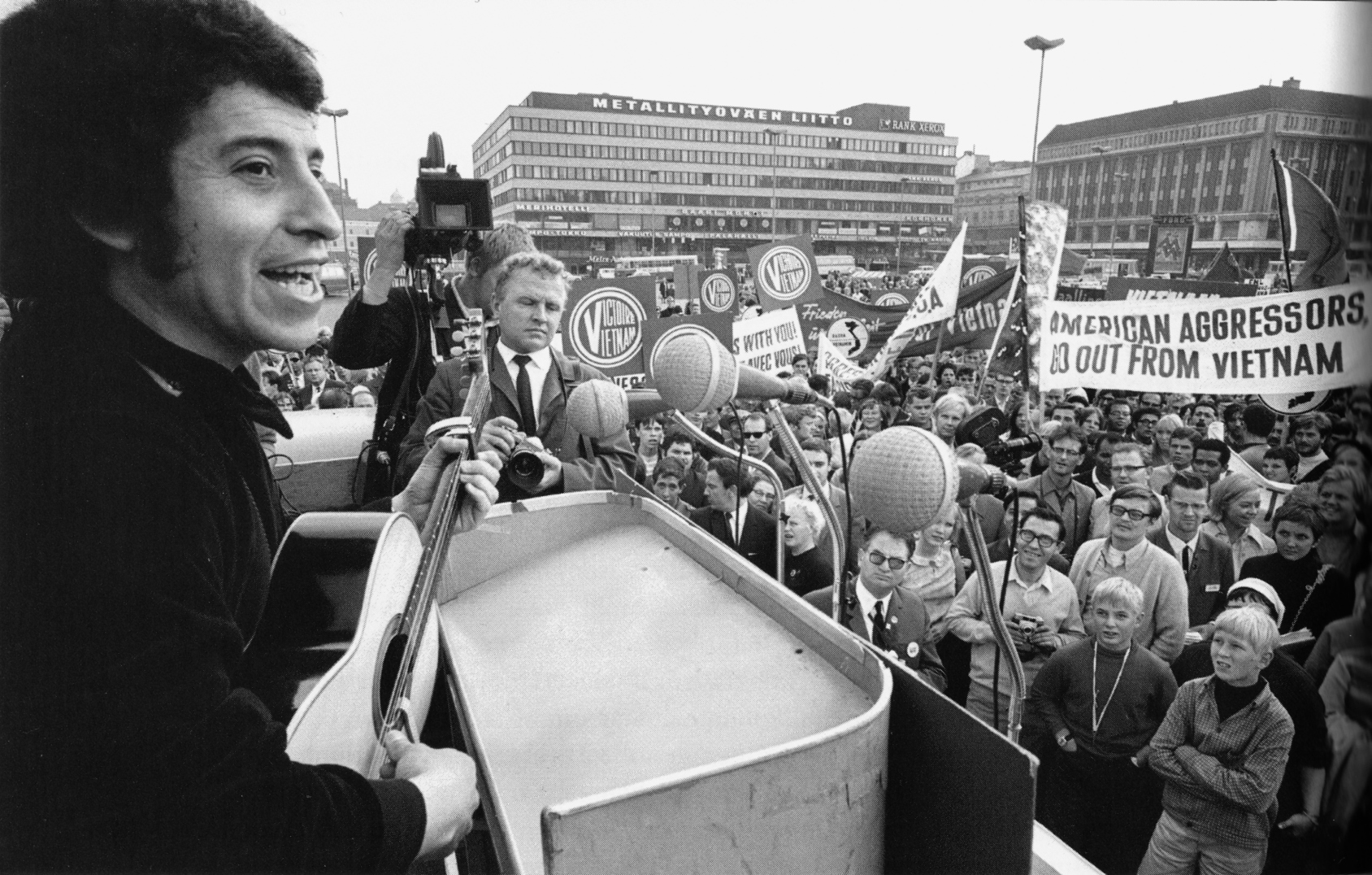
Víctor Jara chantant à Helsinki le 25 août 1969, à une manifestation contre la guerre au Viêt Nam.

À la sortie de son opus El derecho de vivir en paz (Dicap, 1971), il est sacré meilleur compositeur de l'année.
De plus la chanson qui donne son titre à l'album est une de ses plus célèbres chansons et une des plus reprises ; elle représente un bon exemple de son engagement pour la paix et de son répertoire politique militant (à côté de ses chansons d'amour, de témoignage, d'autobiographie, de mémoire, d'imaginaire, d'humour et de tradition populaire), car elle participe à la lutte, vigoureuse à l'époque, contre l'impérialisme américain en dénonçant son intervention militaire au Viêt Nam. Il chantera cette chanson à travers le monde dans de nombreux meetings de soutien au Nord Viêt Nam et contre la guerre du Viêt Nam, comme il l'avait déjà fait en 1969 à Helsinki.
Comme le précédent opus, la sortie de La población (Dicap, 1972) témoigne de la ferveur communiste de l'artiste, mais aussi de son amour pour son pays et pour son peuple. Le sujet et le titre de l'album (ici « La population », plutôt que la bourgade), centré sur les gens, est d'ailleurs confirmé par sa forme, car plusieurs de ses chansons comportent, en introduction, un enregistrement pris sur le vif, par exemple : d'enfant jouant avec un petit chien (pour la chanson Luchín), des extraits de conversation (pour Sacando pecho y brazo), le chant d'un coq (au début de Lo único que tengo, chantée par Isabel Parra qu'il accompagne à la guitare), un témoignage ou un extrait d'interview de personnes anonymes ou non ; c'est le cas notamment des chansons La Toma, Herminda de la Victoria, ou Marcha de los pobladores. Ceci donne son unité au projet et en fait presque un album-concept, lui conférant un peu un statut de chronique ou de reportage journalistique.
Il réalise en 1972 une tournée en URSS et à Cuba, où il est invité pour le Congrès de la musique latinoaméricaine de La Havane. Présent sur tous les fronts, Victor Jara dirige également l'hommage au poète Pablo Neruda (qui vient de recevoir le prix Nobel) dans le stade national de Santiago, et n'hésite pas à s'enrôler parmi les travailleurs volontaires lors des grandes grèves patronales (soutenues par la droite et la CIA) de 1972 et 1973.
Soutenant toujours activement la campagne législative Unidad Popular en 1973, il chante lors de programmes destinés à la lutte contre le fascisme et contre la guerre civile à la télévision nationale. Il réalise par ailleurs un tour de chant au Pérou à l'invitation de la Maison nationale de la Culture de Lima. L'année 1973 est également l'occasion de travailler sur ses derniers enregistrements, qui mettent à l'honneur le patrimoine culturel et musical chilien. Il en résulte un album, Canto por traversura, qui sera bien sûr posthume et interdit à la vente plus tard pendant l'ère de la dictature militaire…

### Sa mort martyre

#### Arrestation et assassinat
Aux élections législatives de mars 1973, l'opposition du parlement à Allende s'amplifie, bien que celui-ci reste chef de l'État. Il décide de légiférer par décrets afin de passer outre l'assemblée, et recherche un massif soutien populaire. Le Chili est au bord de la guerre civile. En août 1973, peut-être contraint par la situation et voulant donner des gages de stabilité, et aussi parce qu'il le croyait légaliste et loyal envers le processus démocratique, Allende nomme Augusto Pinochet à la tête de l'armée… Il faisait alors, sans le savoir, « entrer le loup dans la bergerie ».
De fait Pinochet renverse le gouvernement Allende le 11 septembre 1973, utilisant l'armée contre le peuple et contre les institutions pour instaurer par la force une dictature militaire, au moyen d'une répression sauvage qui va durer plusieurs années, et qui s'inscrit dans le contexte géopolitique de la guerre froide, des échecs américains au Viêt Nam, mais aussi de la montée en Europe occidentale des alternatives gouvernementales socialistes et de gauche démocratique, et, parallèlement, de la montée de la pensée et de l'idéologie néolibérale dans les milieux politiques conservateurs.
Le jour du coup d'État de Pinochet, Víctor Jara est en route vers l'Université Technique d'État du Chili (UTE) où il officie depuis 1971, pour l'inauguration chantée d'une exposition avant de rejoindre Allende au palais présidentiel. Il est enlevé par les militaires et incarcéré au Stade Chile, puis transféré au Stade national en compagnie d'autres militants pro-Allende. Là, ses compagnons d'infortune tentent de le soustraire aux regards des gardes, car sa célébrité, son engagement et la force d'entraînement qu'il conserve par sa musique le mettent particulièrement en danger. Il a tout juste le temps de griffonner au crayon sur une page arrachée d'un carnet son dernier poème inachevé Estadio Chile (qui sera caché et transmis de mains en mains). Mais il est reconnu et pris à part. On le torture. Puis on lui écrase les doigts en public, ; il meurt ensuite criblé de 44 impacts de balles entre le 14 et le 16 septembre 1973, quelques jours avant son 41e anniversaire. Un jeune fonctionnaire, chargé d'identifier les corps par la junte, reconnaît celui de Jara et arrive à le ramener clandestinement à sa femme ; il est enterré le 18 septembre, trois personnes seulement assistant à la cérémonie discrète.

#### Le Mythe et l'Histoire
Son martyre correspond aussi à la naissance d'un mythe. Ses derniers instants sont devenus célèbres dans le Chili post-Pinochet par l'intermédiaire du témoignage controversé de l'écrivain Miguel Cabezas lui aussi détenu dans ce stade.
Selon ce récit, inspiré de faits réels mais retranscrits dans un sens de tragédie épique (teinté de mystique révolutionnaire, sacrificielle et quasi christique), après avoir malmené Víctor, les militaires lui auraient tranché à la hache les doigts des deux mains successivement. Puis, continuant à le rouer de coups, ils l'auraient insulté, par ironie morbide à propos de ses mains détruites, d'un « allez, maintenant joue un morceau pour ta p… de mère ! » Enfin, le laissant se relever péniblement, ils lui auraient intimé l'ordre de chanter. Víctor Jara aurait alors défié les soldats de Pinochet en se tournant vers les militants détenus avec lui et en entonnant l'hymne de l'Unité populaire. Les militaires l'auraient alors exécuté par balles, ainsi que la majorité des militants qui avaient repris son chant en chœur,.
Cet épisode tragique est chanté par Julos Beaucarne dans son poème Lettre à Kissinger, par Los de Nadau dans Auròst tà Victor Jara et par Michel Bühler dans Chanson pour Victor Jara, ainsi que Pierre Chêne dans Qui donc était cet homme ?, Jean Ferrat dans Le Bruit des bottes, Bernard Lavilliers dans La Samba et The Clash dans Washington Bullets.
Quoi qu'il en soit de l'exactitude historique des faits qui précèdent immédiatement son assassinat (car les témoignages oculaires, dans l'émotion et la grande confusion de ces moments tragiques, ne se recoupent pas parfaitement ), il n'en demeure pas moins que la réalité de ses tortures — quelles qu'elles furent exactement — et de son exécution sommaire, n'est plus contestée.

#### La traque et la condamnation des bourreaux
Le 3 janvier 2013, une quarantaine d'années après les faits, la justice chilienne fait incarcérer quatre personnes s'étant rendues à la police, dont Hugo Sánchez, officier responsable de l'exécution du chanteur. Un second responsable, Pedro Pablo Barrientos Núñez, résidant aux États-Unis, est sous le coup d'une demande officielle d'extradition de la part des autorités chiliennes,.
Le 24 juillet 2015, dix anciens militaires sont mis en accusation par le juge Miguel Vázquez Plaza, au Chili. Ils sont tous suspectés d'avoir participé à l'emprisonnement puis à l'assassinat de Víctor Jara, ainsi qu'à celui de Littré Quiroga (le même jour, même endroit), l'ex-directeur de la gendarmerie resté loyal envers le gouvernement légitime de l'Unité Populaire.
Huit d'entre eux sont condamnés le 3 juillet 2018 à dix-huit ans de détention décomposés comme suit : dix-huit ans dont quinze ans de prison ferme incompressibles (« presidio mayor en su grado máximo ») pour « homicide qualifié », plus trois ans de travaux forcés (« presidio menor en su grado medio ») pour emprisonnement illégal ; et un neuvième a été condamné à cinq ans pour complicité. Parmi eux, les officiers Hugo Sánchez Marmonti, déjà nommé, le chef de camp du stade, ainsi qu'Edwin Dimter Bianchi, alors lieutenant de 23 ans, connu comme le principal auteur des tortures qu’a dû endurer Víctor Jara, celui qui s'est sauvagement acharné sur son corps et l’a roué de coup à plusieurs reprises, semblant accomplir contre lui une vengeance personnelle, selon le témoignage de l'avocat Boris Navia, lui aussi emprisonné à l'Estadio Chile en même temps que Jara, avec les 600 prisonniers capturés à l'UTE (Universidad Técnica del Estado, l'Université technique d'État). Dimter a été formellement reconnu par les détenus survivants du stade Chile comme le tristement célèbre tortionnaire surnommé par eux « El Príncipe » (« Le Prince ») en raison de sa morgue histrionique couvrant une véritable fureur sanguinaire.
L'officier du groupe soupçonné d'avoir tiré le coup de grâce dans la nuque de Víctor Jara, le susnommé Barrientos, vit quant à lui aux États-Unis, en Floride. Le Chili réclame son extradition, mais en vain. Cependant, un jury fédéral américain le déclare coupable du meurtre et le condamne en juin 2016 à verser 28 millions de dollars à la famille de l'artiste assassiné.

## Hommages

### Hommage national et nouvel enterrement de 2009

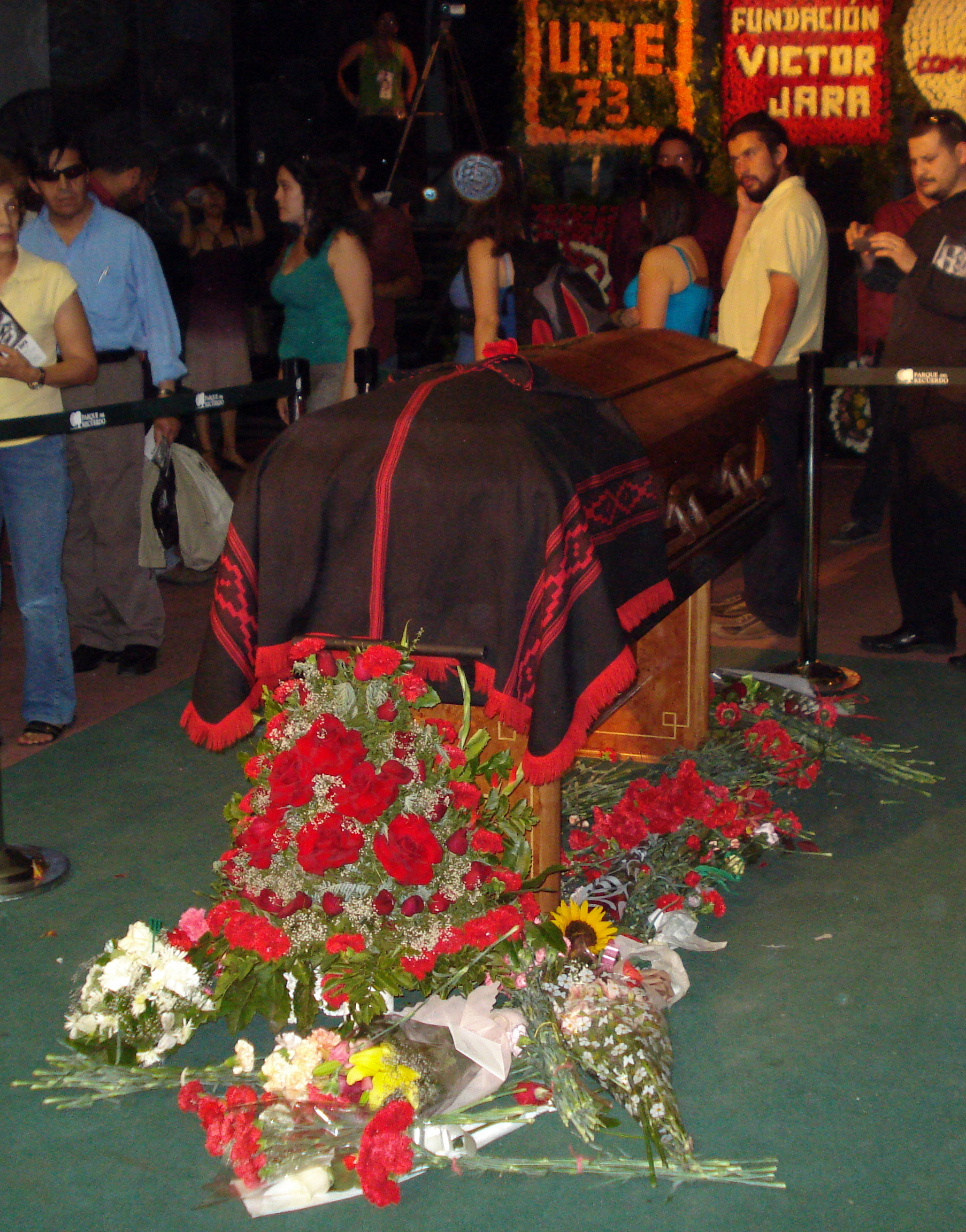
Veillée funèbre de Víctor Jara, en 2009.

Víctor Jara avait été enterré semi-clandestinement le 18 septembre 1973, peu après son exécution sommaire, alors que la chape de plomb du coup d'état s'abattait avec violence sur Santiago. En novembre 2009, le régime politique du Chili étant redevenu démocratique, la justice chilienne avait demandé son exhumation afin de procéder à diverses investigations de médecine légale, vérifier l'autopsie de l'époque, et préciser les circonstances entourant sa mort, dans le cadre des instructions en cours de la procédure contre les auteurs présumés de son assassinat.
C'était alors l'occasion de l'enterrer de nouveau, mais cette fois sous la forme d'obsèques publiques après trois jours d'hommage populaire, du 3 au 5 décembre, où la dépouille de l'artiste était restée au siège de la Fondation Víctor Jara (es). Ensuite, il est enterré le 5 décembre 2009 dans le cimetière général de Santiago lors d'une cérémonie à laquelle assistent sa veuve Joan Turner et leurs deux filles Manuela et Amanda, ainsi que la présidente du Chili de l'époque Michelle Bachelet, ce qui lui a donné une dimension d'hommage national. On peut rappeler que la présidente socialiste elle-même avait été avec sa mère incarcérée et torturée par la dictature de Pinochet à la Villa Grimaldi, et que son père, le général légaliste et loyal envers l'Unité Populaire Alberto Bachelet a lui aussi été détenu, torturé et enfin tué dans les geôles de la junte militaire ; puis la future présidente a été elle-même réfugiée politique.
Après un parcours à travers les différents quartiers de Santiago, les restes du chanteur sont apportés au Memorial de Detenidos Desaparecidos (« Mémorial des Détenus Disparus »), pour une cérémonie intime où sa famille lui a rendu hommage, avant que Víctor Jara ne soit enterré au cimetière général. Le cortège funèbre qui s'est alors formé a réuni plus de 12 000 personnes. Certaines de ses chansons les plus connues, comme Te recuerdo Amanda ou Plegaria a un labrador, sont entonnées par le public présent. Le texte de la chanson Te recuerdo Amanda est l'histoire du couple Amanda et son compagnon Manuel qu'Amanda rencontrait tous les jours durant 5 minutes pendant la pause de Manuel à l'usine. La chanson prend un aspect tragique lorsque le texte évoque Manuel, parti rejoindre le mouvement révolutionnaire dans la Sierra, où il a été tué cinq minutes à peine après son arrivée .Une allégorie de la féroce répression politique avant le gouvernement Allende et celle qui allait suivre sa fin.

### Musique et chanson
- Dès 1973, dans leur album, le groupe français occitan Los de Nadau a rendu hommage à Víctor Jara en lui dédiant leur chanson Auròst tà Victor Jara[45].
- En 1973, Iouri Vizbor écrit La Ballade de Víctor Jara consacré au héros martyre[46].
- Gilles Servat, chanteur breton, lui a aussi rendu hommage, en 1974, avec la chanson Gwerz Victor C'hara, de son album L'Hirondelle, « d'après le récit de l'écrivain chilien Miguel Cabezas, témoin occulaire, paru dans un journal de Buenos Aires »[47].
- En 1974, le groupe folk-rock soviétique et biélorusse Pesniary (soliste et leader Vladimir Mouliavine) a interprété une chanson intitulée « La chanson à la mémoire de Víctor Jara » (musique d'Igor Louchenok, paroles de Boris Brousnikove).
- Le chanteur belge Julos Beaucarne  évoque son martyre avec la chanson Lettre à Kissinger, dans son album Chandeleur Septante Cinq, en 1975[48]. Il y reprend lui aussi la version de Miguel Cabezas sur les derniers instants de Jara. Chanson également interprétée par Serge Utgé-Royo, chanteur français d'origine espagnole, dans son album Traces publiques (2009, Edito Musiques). Lettre à Kissinger :

| « j'veux te raconter Kissinger l'histoire d'un de mes amis son nom ne te dira rien il était chanteur au Chili ça se passait dans un grand stade on avait amené une table mon ami qui s'appelait Jara fut amené tout près de là on lui fit mettre la main gauche sur la table et un officier d'un seul coup avec une hache les doigts de la gauche a tranché » |  |  |  |  | « d'un autre coup il sectionna les doigts de la dextre et Jara tomba tout son sang giclait 6000 prisonniers criaient l'officier déposa la hache il s'appelait p't'être Kissinger il piétina Victor Jara — "chante, dit-il, tu es moins fier" levant les mains vides des doigts qui pinçaient hier la guitare Jara se releva doucement — "faisons plaisir au commandant" » |  |  |  |  | « il entonna l'hymne de l'U de l'unité populaire repris par les 6000 voix des prisonniers de cet enfer une rafale de mitraillette abattit alors mon ami celui qui a pointé son arme s'appelait peut-être Kissinger cette histoire que j'ai racontée Kissinger ne se passait pas en 42 mais hier en septembre septante trois. » |
- En 1975 (Temey), Jean Ferrat interprète le texte de Guy Thomas Le Bruit des bottes[49] qu'il met en musique, chanson dans laquelle sont évoqués les sévices subis par Jara, et issue de l'album 1974-1975[50], réédité sous le titre : La femme est l'avenir de l'homme[51] :

| « [...] Quand un Pinochet rapplique C'est toujours en général Pour sauver la République Pour sauver l'Ordre moral On sait comment ils opèrent Pour transformer les esprits Les citoyens bien pépères En citoyens vert-de-gris » |  |  |  |  | « [...] À moins qu'ils me guillotinent Pour avoir osé chanter Les marins du Potemkine Et les camps de déportés À moins qu'avec un hachoir Ils me coupent les dix doigts Pour m'apprendre la guitare Comme ils ont fait à Jara » |  |  |  |  | « (Refrain) : C'est partout le bruit des bottes C'est partout l'ordre en kaki En Espagne on vous garrotte On vous étripe au Chili Il ne faut plus dire qu'en France On peut dormir à l'abri Des Pinochet en puissance Travaillent aussi du képi » |
- Le chanteur français Bernard Lavilliers fait également une allusion à Victor Jara dans sa chanson La Samba, parue sur l’album Le Stéphanois en 1975 :

« …Z'ont tué le guitariste

Lui ont brisé les doigts

Interdit sa musique

Surveillé quelques mois…

Mais au fond des mémoires,

Sur les marteaux pilons,

Les compagnons d'usine

Ont gravé la chanson… »
- En 1980, la chanteuse argentine Mercedes Sosa enregistre en public au Brésil (album titré justement Gravado ao vivo no Brasil) une chanson d'hommage à Víctor Jara écrite par deux vénézuéliens, Otilio Gallindez pour la musique, sur des paroles de Roberto Todd [52], et intitulée sobrement A Víctor[53]. :

| « No puede borrarse el canto con sangre del buen cantor después que ha silbado el aire los tonos de su canción. Los pájaros llevan notas a casa del trovador; tendrán que matar el viento que dice lucha y amor. Tendrán que callar el río, tendrán que secar el mar que inspiran y dan al hombre motivos para cantar. [...] [...] Tendrán que parar la lluvia, tendrán que apagar el sol, tendrán que matar el canto para que olviden tu voz. » |  |  |  |  | « On ne peut effacer le chant du bon chanteur avec son sang après que l’air a sifflé les harmonies de sa chanson Les oiseaux rapportent les notes à la maison du troubadour ; il leur faudrait tuer le vent qui souffle lutte et amour. Ils devront faire taire le fleuve, il leur faudra assécher la mer qui inspirent et donnent à l’homme des raisons pour chanter [...] [...] Il leur faudrait arrêter la pluie, ils devront éteindre le soleil, il leur faudra tuer le chant pour réussir à oublier ta voix. » |
- Encore en 1980, le groupe The Clash lui rend un hommage dans sa chanson Washington Bullets[Note 7], parue sur l'album ¡Sandinista! :

| « As every cell in Chile will tell The cries of the tortured men Remember Allende, And the days before, Before the army came… Please remember Victor Jara, In the Santiago Stadium, Es verdad - Those "Washington Bullets" again… » |  |  |  |  | « Comme chaque cellule du Chili le racontera Les cris des hommes torturés Rappelez-vous Allende, Et les jours d’avant, Avant que l’armée n'arrive… S’il vous plaît rappelez-vous Victor Jara Dans le stade de Santiago, Es verdad [C'est vrai] – ces « Washington Bullets » [ces balles de Washington] encore[Note 7]… » |
- En 1985, le compositeur, poète et chanteur soviétique et russe Alexandre Gradski sort un double LP avec l'opéra rock Стадион (« Le Stade »), dont l'intrigue est le coup d'État au Chili et l'assassinat de Víctor Jara. Les rôles principaux de l'opéra rock ont été interprétés par Alla Pougatcheva, Alexandre Gradski, Mikhaïl Boïarskï, Andreï Mironov, Elena Kambourova, Yossif Kobzon, Vladimir Kouzmine, Leonid Iarmolnik et d'autres populaires soviétiques chanteurs et acteurs de théâtre et de cinéma.
- Le chanteur français Pierre Chêne lui dédie la chanson Qui donc était cet homme[54].
- La chanteuse Mannick (musique de Gaëtan de Courrèges) l'évoque sous le pseudonyme de « Pablo » dans sa chanson Ils sont des forêts[55] :

| (1er couplet) : « Pablo, ô Pablo, Tu n’avais qu’une guitare Pour inventer des mots Qui parlent au-dessus des fanfares. Alors on t’a coupé les doigts Et quand tu t’es mis à chanter Les mitraillettes ont emporté Le dernier souffle de ta voix. |  |  |  |  | (Refrain) : ILS SONT DES FORÊTS SOUS UN TOIT DE TERRE PLUS RIEN DÉSORMAIS NE LES FERA TAIRE ILS AIMAIENT LA VIE MOINS QUE LA JUSTICE ILS SONT DES FORÊTS, ILS SONT DES FORÊTS. [...] » |
- Le chanteur suisse Michel Bühler, à l'occasion des trente ans de l'assassinat de Jara, lui dédie en 2003 Chanson pour Víctor Jara : celle-ci relate assez précisément le coup d'état du onze septembre 1973, « sur l'ordre implacable de Washington, à peine déguisé, de "tuer la liberté" », la répression qui s'est ensuivie, et la colère aujourd'hui pour obtenir la vérité et la justice sur ces exactions[56].
- Le groupe américain Calexico lui rend hommage dans la chanson Victor Jara's hands, album Carried to Dust, en 2008.
- Le groupe espagnol Ska-P le cite dans la chanson Juan Sin Tierra, parue sur l'album Eurosis en 1998 :

| « No olvidaremos el valor de Víctor Jara, Dando la cara siempre a la represión, Le cortaron sus dedos y su lengua, ¡Y hasta la muerte gritó revolución! » |  |  |  |  | « Nous n'oublierons pas le courage de Victor Jara, Faisant toujours face à la répression Ils lui ont coupé les doigts et la langue, Et jusqu'à la mort il cria révolution ! » |
- Le groupe Kambotes lui a rendu hommage avec la chanson ¡Víctor Jara no murió!  (« Víctor Jara n'est pas mort ! »).
- Le même chanteur français d'origine espagnole, Serge Utgé-Royo, interprète Te recuerdo, Amanda sur scène et sur disque : Contre-chants de ma mémoire, volume 2, (Edito Musiques, 2000), et sur l'album Ibéricas sur lequel figure la traduction (Edito Musiques, 2001). Sur le CD Ibéricas, la chanson Nouvelle Estrémadure 1973, signée Utgé-Royo pour le texte et Jean-Pierre Roero pour la musique, évoque la tragédie chilienne :

« … Tous ces généraux aux cervelles d'acier

Ont jeté sur nous des linges rougis ;

Ils s'en sont allés jusqu'à l'assassiner

Cette libre terre où naissait la vie… »
- Le groupe U2 lui rend hommage dans leur chanson One Tree Hill, parue sur l'album The Joshua Tree en 1987 :

| « And in the world a heart of darkness A fire zone Where poets speak their heart Then bleed for it Jara sang, his song a weapon In the hands of love You know his blood still cries From the ground. » |  |  |  |  | « Et il y a dans le monde un cœur de ténèbres Une zone de feu Où les poètes épanchent leur cœur [/parlent du fond du cœur] Et puis saignent de l’avoir fait Jara a chanté, sa chanson comme une arme Entre les mains de l’amour Tu sais que son sang pleure encore Sourdant du sol. » |
- Le chanteur italien Pippo Pollina lui rend hommage avec sa chanson Il giorno del falco.
- Le chanteur québécois Jean-François Lessard lui rend un hommage poignant avec sa chanson Victor.
- La troupe algérienne Debza (« Le poing ») lui rend également un hommage dans leur chanson Victor Jara.
- Le groupe allemand de deathcore Heaven Shall Burn lui rend hommage dans sa chanson The Martyrs' Blood de l'album Whatever It May Take (2002), ainsi que dans la chanson The Weapon They Fear de l'album Antigone (2004).
- La troupe de théâtre chilienne La patriótico interesante lui rend hommage dans leur spectacle de rue La Victoria de Víctor.
- Christy Moore lui rend hommage dans une chanson simplement appelée Victor Jara que l'on peut entendre dans l'album Live at the Point 2006.
- Le groupe français Zebda, dans sa chanson Le talent, extraite de leur album Second Tour en 2012, évoque Victor Jara :

« Je voulais écrire de la prose et des vers

Mais dans la cité pour celui qui écrit ça craint

Faut que je change d'univers

Sous peine de finir en guitariste chilien »
- En septembre 2013, sur la grande scène de la Fête de l'Humanité, à l’aune des quarante ans du coup d’État contre Salvador Allende et de l'assassinat du guitariste, les mêmes Zebda rendront un hommage plus approfondi à Víctor Jara dans une chanson-témoignage « Comme un guitariste chilien - Hommage à Victor Jara », où ils reprennent un morceau instrumental de celui-ci La Partida  (« le départ / l'adieu »), une citation de Pablo Neruda et un poème de Kateb Yacine Poussières de juillet[57].

### Autres
- La goélette Victor Jara, l'astéroïde (2644) Víctor Jara, le Teatro Víctor Jara de Santa Lucía de Tirajana, la piscine Víctor Jara de Rezé et la médiathèque Victor-Jara de Couëron ont été nommés en son honneur.
- Le Vol de la colombe, poème d'hommage à Víctor Jara, est publié à l'occasion du transfert de sa dépouille le 5 décembre 2009.[réf. souhaitée]